# Thaumalea rivosecchii
Thaumalea rivosecchii är en tvåvingeart som beskrevs av Wagner 1997. Thaumalea rivosecchii ingår i släktet Thaumalea och familjen mätarmyggor. Inga underarter finns listade i Catalogue of Life.